# سرطان كماني متوسط
سرطان كماني متوسط (الاسم العلمي: Uca intermedia) هو نوع من الحيوانات يتبع جنس السرطان الكماني من فصيلة السرطانات الشبحية.